# Seznam studených polévek
Toto je seznam studených polévek. Studené polévky byly připravovány už od starověku. Podávají se hlavně v létě, aby ochladily. Většinou jsou lehčí než teplé polévky a méně často se do nich používá maso. Polévky z obilovin nejsou zařazeny do tohoto seznamu.

## Seznam studených polévek
| Název polévky                            | Fotografie            | Země původu                           | Popis |
| ---------------------------------------- | --------------------- | ------------------------------------- | --- |
| Ajoblanco                                |                       | Španělsko                             | Pochází z oblasti u měst Granada a Málaga v Andalusii. V Extramaduře se nazývá Ajo Blanco Extremeño. Polévka je vyrobena ze chleba, rozdrcených mandlí, česneku, vody, olivového oleje a soli. Někdy se do ní přidává ocet.                  |
| Avokádová polévka                        |                       | neurčena                              | Je vyrobena z avokáda. Může být podávána i teplá. |
| Boršč                                    |                       | Ukrajina , Rusko , Polsko             | Je častěji podávána teplá, skládá se ze směsi zeleniny. |
| Studený boršč (šaltibarščiai, cholodnik) |                       | Litva , Lotyšsko , Polsko , Bělorusko | Polévka z kefíru a nastrouhané červené řepy. |
| Ovocná polévka                           |                       | neurčena                              | Hlavní ingrediencí je ovoce. Na obrázku je čínská ovocná polévka. Může být podávána i teplá. |
| Gazpacho                                 |                       | Španělsko                             | Skládá se ze zeleniny, oleje a koření. |
| Naengmjeon                               |                       | Korea                                 | Polévka z domácích nudlí, nudle jsou smíchány s pohankou, bramborami, batáty a ssukem. |
| Naengguk                                 |                       | Korea                                 | Odkazuje na všechny druhy studeného guk (polévky) v korejské kuchyni, jí se hlavně v létě. |
| Okroška                                  |                       | Rusko                                 | Je založena na kvasu, hlavní přísadou je zelenina. |
| Salmorejo                                |                       | Španělsko                             | Jedná se o pyré složené z rajčat a chleba pocházejícího z Córdoby v Andalusii v jižním Španělsku. Je vyroben z rajčat, chleba, oleje, česneku a octa. Podává se studená a může být zdoben špenátem, španělskou šunkou a nakrájenou vajíčkem. |
| Švédská ovocná polévka                   |                       | Švédsko                               | Většinou je vyrobena ze sušeného ovoce, podává se jako dezert. Může být podávána i teplá. . |
| Vichyssoise                              |                       | Francie                               | Vichysseoise je pyré z pórku, cibule, brambor, smetany a kuřecího vývaru. |
| Zupaze Moreli                            | Foto není k dispozici | Polsko                                | Polévka z meruněk. |
| Hideg Meggyleves                         |                       | Maďarsko                              | Je vyrobena z višní. |